# Великая ложа Франции
Великая ложа Франции (фр. Grande Loge de France) (ВЛФ) — название, которое носили две масонские организации Франции, первая — с 1738 по 1773 годы, вторая — с 1894 года по сегодняшний день.

## История

### Великая ложа Франции с 1737 по 1799 годы

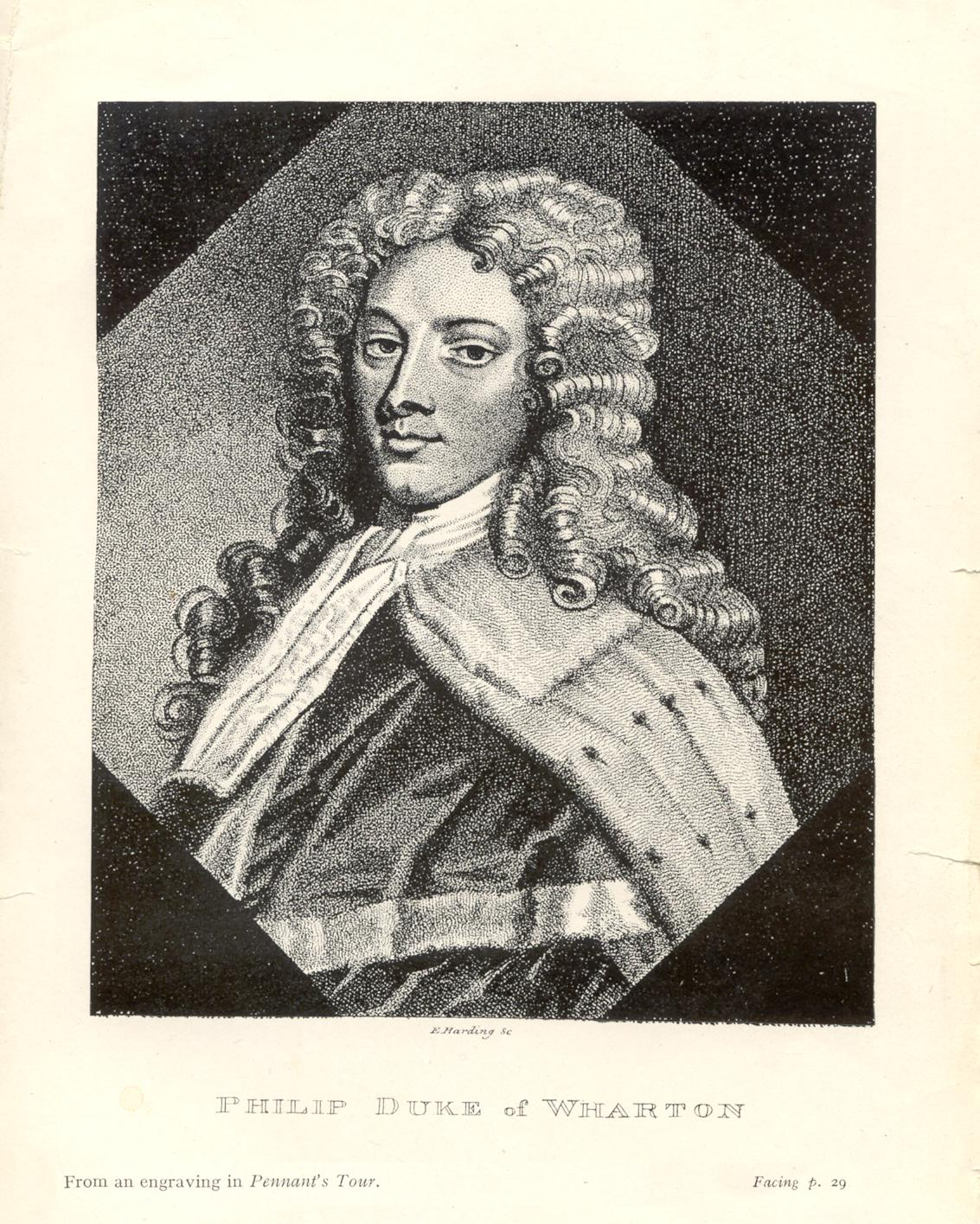
Филипп Уортон — великий мастер франкмасонов Франции в 1728 году

Хотя название «Великая ложа Франции» впервые появляется только 14 мая 1737, но в 1728 году французские франкмасоны принимают решение признать великим мастером франкмасонов Франции Филиппа Уортона (1698—1731), проживавшего в Париже и Лионе с 1728 по 1729 год, и бывшего великим мастером Великой ложи Лондона с 1722 по 1723 годы.
После него и до возникновения французского послушания, во Франции уже существовали по меньшей мере два великих мастера: якобит Джеймс Гектор Маклин, а затем якобит Чарльз Рэдклифф, граф Дервэнтуотер, избранный 27 декабря 1736 года «великим мастером ордена франкмасонов в Королевстве Франции».

В своей редакции 1738 года, Конституция Андерсона упоминает о существовании великих мастеров и лож во Франции, наравне с ложами Йорка, Ирландии, Шотландии и Италии, но это краткое упоминание не позволяет установить истинное существование национального французского послушания, в то время как такие же национальные послушания той эпохи в Ирландии и Шотландии, независимые от Лондона с момента их основания, были подробно описаны: 
Все эти иностранные ложи находятся под защитой нашего великого мастера Англии. Тем не менее, старейшая ложа в городе Йорке и ложи Шотландии, Ирландии, Франции и Италии, стремящиеся к своей независимости, имеют своих собственных великих мастеров.
В 1737 году, шевалье Рэмзи произнёс речь, развивая идею o рыцарском происхождении франкмасонства. Позже, в период между 1740-1770 годом, его взгляды, несомненно, повлияли на создание во Франции многочисленных организаций дополнительных степеней.
Несколько лет спустя, француз Луи де Пардайан Гондрэ, второй герцог де Антин, избран «Всеобщим и постоянным великим мастером масонов в Королевстве Франции». Точная дата выборов является для историков спорным вопросом: одни датируют их 1738 годом, другие 1740. Различные авторы считают, что это событие и является датой зарождения Великой ложи Франции, хотя использование этого названия (Великая ложа Франции), кратко промелькнувшего в 1737 году, больше не засвидетельствовано вплоть до 1756 года.

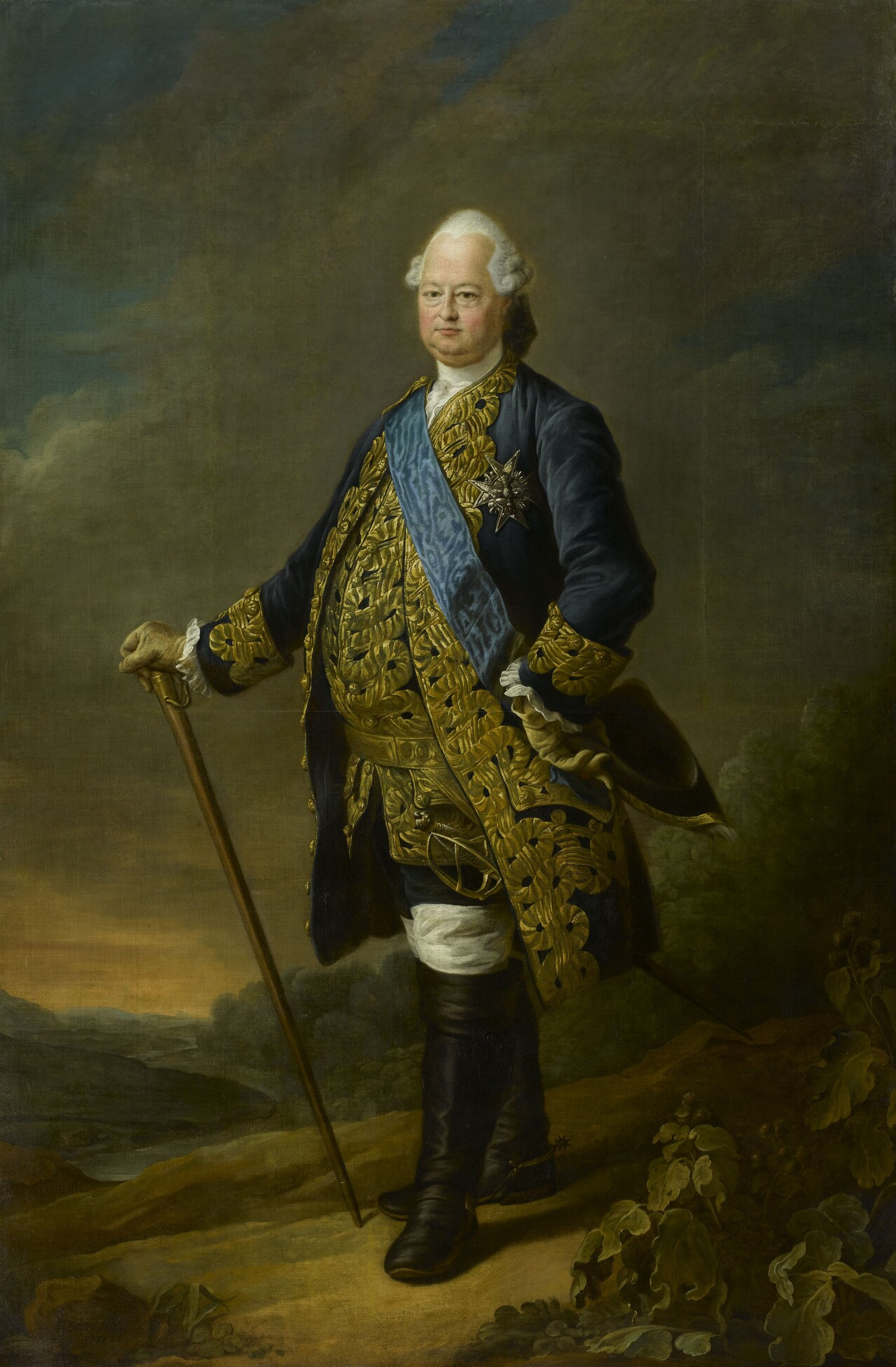
Граф Клермон, великий мастер Великой ложи Франции с 1743 до 1771 года.

11 декабря 1743 года, после смерти герцога де Антин, Луи де Бурбон-Кондэ, граф Клермон, принц крови и будущий член Французской Академии, избирается ассамблеей шестнадцати мастеров «великим мастером всех регулярных лож Франции». В тот же день были приняты «Общие ордонансы» (или указы) состоящие из 20 статей, где, в последней из них, впервые упоминается о существование во Франции некоего масонского градуса, описываемого как высший, по отношению к первым трём, который описывается в следующих выражениях:
 «Так как нам стало известно, что в последнее время некоторые братья представляются в качестве шотландских мастеров, и, в некоторых ложах, предоставляют претензии и требуют преимуществ, которые нет существуют и следа в древних архивах и обычаях лож существующих на всей земле; великая ложа, ибо сохранить единство и гармонию, которые должны царить между франкмасонами, постановила, что в том случаи, если эти шотландские мастера не являются офицерами великой ложи или же какой-либо ложи, то они будут признаны братьями на равных с другими учениками и подмастерьями, и должны носить одеяния, без каких-либо знаков отличия.»
Термин «великая ложа» в этом тексте, скорее относится к ассамблее, на которой были приняты «Общие ордонансы» (или указы), чем к реальному масонскому послушанию. Что касается четвёртого градуса, в этом великая ложа ошибалась, так как историки уже доказали, что этот градус пришёл не из Шотландии, а из Англии, так же как и третий градус, появившийся незадолго до негo. В Шотландии этот градус не был известен, в Англии же, он появился примерно с 1733 года под названием «шотландский масон», «шотландский мастер масон» или «шотландский мастер».
В течение последующих лет, в основном во Франции, было создано множество других, так называемых «шотландских» дополнительных степеней. Они пользовались большим успехом, особенно в Бордо, Лионе и Марселе. Великая ложа Франции не способствовала их внедрению, но в конечном счёте была вынуждена их признать, как свидетельствует её регламент от 4 июля 1755 года, где обладателям звания Шотландского мастера « предоставляются различные привилегии.
В 1756 году, в конституции лионской ложи «Совершенная дружба» вновь появляется термин Великая ложа Франции:
 […] настоящая Конституция утверждена всеми мастерами регулярных лож Парижа, именуемых В. Л. Франции […]
Структура, носящая это название, ещё не являлась истинным национальным масонским послушанием, но, скорее, была «Великой ложей регулярных мастеров Парижа, (или) Франции» или же ложей «великого мастера всех лож Франции», решения которой распространялись на, примерно, двадцать лож, существующих в Париже, и, более или менее, соблюдались ложами провинций. Великая ложа состояла из ассамблеи мастеров парижских лож, к которым присоединилось, в зависимости от их переездов, некоторое число мастеров из провинциальных лож. В те времена, досточтимые мастера лож не избирались: они получали учредительный патент на свои полномочия и чаще всего являлись основоположниками ложи, которой они руководили. В случае, если они являлись аристократами или же состоятельными людьми, они предоставляли помещение для собраний и несли ответственность за управление мастерской. Все это объясняет, почему влияние Великой ложи Франции не распространилось по всему королевству неоспоримым образом, подобно влиянию современных масонских послушаний. Так, например, в 1760 году, по инициативе Жана-Батиста Виллермоза (фр. Jean-Baptiste Willermoz), была создана «Великая ложа регулярных мастеров Лиона», а в 1762 году — «Совершенная ложа Шотландии», основанная Этьеном Морэном в 1745 году, в Бордо, и получившая от парижской ложи название «Великой шотландской ложи Бордо».
Начиная c 1760 года, великая ложа столкнулась с рядом расколов, которые приостановились на краткий период с 1763 по 1766 годы, а затем снова возобновились и в 1773 году, через два года после смерти Великого мастера — графа Клермона, привели к трансформации первой великой ложи в два послушания:
Национальное, мажоритарное, аристократическое, в высшей степени централизованное послушание, которое приняло название Великий восток Франции и доверило титул великого мастера Луи-Филиппу Орлеанскому. Под влиянием герцога Люксембургского, заместителем великого мастера, оно (послушание) провело различные реформы, в том числе: выборы досточтимых мастеров в ложах, отстранение «подневольных людей» и запретит собирать ложи в трактирах или в помещениях светского характера.
«Великая ложа Клермон» (названная в честь великого мастера скончавшегося в 1771), менее аристократической направленности и объединяющая большинство мастеров парижских лож и около полусотни мастеров из провинциальных лож, оставшихся им преданными. Она сохранила старые обычаи, в частности, гарантии несменяемости досточтимых мастеров, но оказалась неспособна противостоять могуществу Великого востока, что позволило ВВФ, до января 1777 года, присоединить к себе первоначально непокорные ложи.
В ноябре 1792 года Французская революция вынудила «Великую ложу Клермон» приостановить свои работы. А когда, 17 октября 1796 года, после террора, работы были возобновлены, её состав включал в себя не более 10 лож в Париже и 8 в провинциях. В свою очередь, ВВФ, собравшись 24 февраля 1797 года, не превосходит её в численности, несмотря на то, что накануне революции он состоял из более чем 600 лож. Это ситуация привела оба послушания к объединению, после подписания, 22 июня 1799 года, соглашения об объединении, позволившему Великому востоку провозгласить себя «единственным наследником Великой ложи Англии во Франции». Соглашение предусматривало окончательную отмену несменяемости должностей (досточтимых мастеров), давая действующим досточтимым мастерам возможности сохранить руководство своей ложей ещё на девять лет.

### Шотландский устав во Франции с 1799 по 1894 год
Продолжая реформы, начатые ранее, ВВФ реорганизовал систему дополнительных масонских градусов, создав Французский устав, состоящий из 7 степеней. В циркуляре от 12 ноября 1802 года, он запретил своим ложам практиковать другие уставы дополнительных градусов. Это решение почти не вызвало противодействия, так как основные шотландские ложи ещё не возобновили свои работы.
Но всё таки, одна из них, основанная в 1777 году Великой ложей Клермон, затем в 1782 году «Шотландской материнской ложей Авиньона» под названием «Святой Шарль Триумфа Совершенной Гармонии» и регуляризованная в 1783 году Великим востоком под названием «Святой Александр Шотландский», возобновив свои работы 22 августа 1804 года, отказалась от такого развития ситуации и постановила созвать представителей шотландской ложи для признания её в качестве «Шотландской материнской ложи Франции устава Авиньона», что и было сделано.

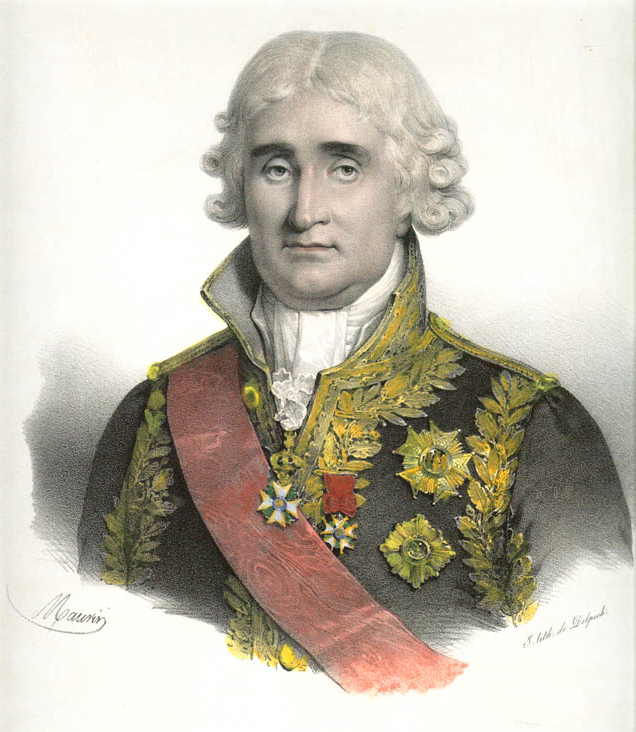
Жан-Жак Режи де Камбасерес, великий командор ВС ДПШУ во Франции с 1806 по 1821 год

Это собрание шотландских масонов, совпадающее с рождением Первой Империи, дало возможность графу Александру де Грассу, только что прибывшему в Париж, объявил во Франции о появлении ДПШУ, созданного в 1801 году в Соединенных Штатах на основе шотландских градусов, пришедших, по большей части из Франции, через Антильские острова. Он получил положительную оценку и 22 сентября 1804 года основалВерховный совет для Франции. Этот совет сразу же начал преобразование лож, недавно объединившихся вокруг «Святого Александра Шотландии», в новое символическое послушание (отвечающее за управление первыми тремя градусами), названное «Всеобщей великой шотландской ложей». Это послушание сразу же было принято под покровительство принца Людовика Бонапарта, выбрав его великим мастером. В дальнейшем, в качестве своего руководителя оно избирало и других могущественных покровителей, в том числе ученого Бернара Ласепеда и маршалов Келлерманна, Массена, Лефевра и Серюрье.
Тем не менее, император Наполеон I немедленно потребовал объединение новых структур с Великим востоком Франции. За год до этого он уже назначил своего брата Людовика заместителем великого мастера Великого востока. Соглашение, разрешающее работы в ДПШУ внутри Великого востока Франции, было быстро найдено и слияние произошло 5 декабря 1804 года, «с радостным энтузиазмом и доверием», под эгидой Камбасереса.
Чуть позже такое развитие событий привело к изменению словарного состава французского масонства: тогда как до сих пор «шотландскими ложами» назывались только ложи дополнительных градусов, отныне этот термин стал использоваться для обозначения лож первых трех градусов, практикующих устав, отличающийся от Французского устава. Вероятно, этот устав был учреждён в 1804 году на основе Французского устава, к которому были добавлены элементы ритуала соблюдаемого «Великой ложей Древних», основанной в Англии в 1751 году. В 1821 году это привело к разработке «Руководства шотландских масонов», которое впервые определило принципы ДПШУ относительно первых трех градусов. Эти «шотландские» ложи первых трёх градусов, предоставляли своим членам, посвященным в дополнительные масонские градусы, особые почести. Согласно французскому обычаю XVIII века, происхождение этих градусов как правило возводили (хотя это было ошибочно) к древнему масонству Шотландии.

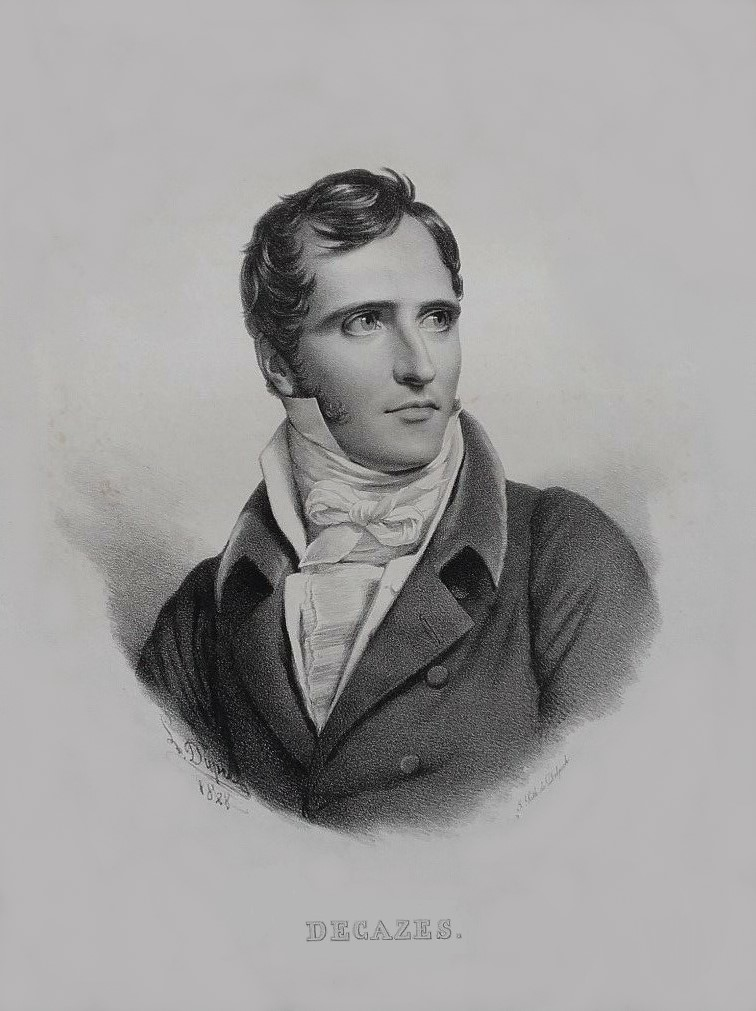
Герцог Эли Деказ — великий командор Верховного совета Франции с 1838 по 1860 годы

Союз 1804 года не пережил конца Империи. Начались новые расколы. В 1821 году они привели к пробуждению «Верховного совета Франции», вновь независимого от Великого востока и создающего ложи всех градусов. Затем, два этих послушания сосуществовали без значительных конфликтов в течение сорока лет. Так, например, в 1830 году, Великий восток совместно с верховным советом организовал блестящий масонский праздник в честь Лафайета, который был членом обоих послушаний.
В первой трети XIX века, в отличие от ситуации конца XVIII века, руководящий орган Верховного совета состоял в основном из аристократов, а в Великом Востоке преобладало сословие буржуазии. Впоследствии это социальное различие уравновесилось, но вновь изменилось после 1850 года, когда в верховном совете значительно увеличилось число масонов более скромного происхождения. Возможно, это произошло отчасти из-за менее высоких взносов, чем в Великом Востоке.
В 1862 году, Наполеон III лично назначил великим мастером Великого востока Франции маршала Маньяна, заменившего принца Люсьена Мюрата, вышедшего в отставку. Сразу же после назначения Маршал Маньян попытался навязать слияние различных масонских уставов, практиковавшихся в то время во Франции (Французского, Шотландского и Египетского) под сенью Великого востока Франции, как это уже пытался сделать Наполеон I в 1804 году. Эта попытка была сорвана упорным сопротивлением великого командора Вьенне, в то время как сам император воздержался от вмешательства в их разногласия.
В 1862 году сопротивление Вьенне имелo неожиданные последствия: верховный совет стал активно привлекать внимание республиканцев и противников Империи. Тем не менее, два основных французских послушания оставались социально близки. Члены парижских лож обоих послушаний были непосредственно вовлечены в попытки примирения Версаля и Парижа во время восстания Парижской Коммуны, и одновременно оба послушания осуждали насильственные действия в Париже.
С 1872 года и до конца века, «Шотландский устав» (так обычно в то время называли, хотя и не совсем правильно, второе масонское послушание Франции) столкнулся с серьёзным внутренним конфликтом, поводом для которого стали: «спор о Великом Архитекторе Вселенной», создание Третьей Республики и то, что Верховный совет Франции имел ложи (то есть ложи первых трех градусов), работающие по ДПШУ, в то время как в большинстве других стран в этом уставе работали начиная с четвёртого градуса:
Эта особенность вызвала волнения в некоторых из голубых лож, где братья требовали отказаться от каких-либо отсылок к Великому Архитектору Вселенной, требовали независимости от высших градусов, символизм которых, по их мнению, был слишком связан с религиозной тематикой. Так, в 1875 году, ложа «Союз народов» потребовала своей независимости в следующих выражениях: 
Для верховных советов — управление высшими градусами, для великих лож — правление символическими мастерскими.
Движение начало набирать силу с 12 февраля 1880 года, когда двенадцать отколовшихся лож объявили себя «Великой символической шотландской ложей» (ВСШЛ), которая впоследствии разрослась до 36 лож. В это новое послушание входила ложа «Свободные мыслители» города Пека, вышедшая из её состава 9 января 1882 года, чтобы посвятить, 14 января, Марию Дэрем, первую женщину-масона и соучредительницу Международного смешанного масонского ордена Право человека. Позднее, ложа «Свободные мыслители» вновь присоединилась к ВСШЛ. Среди членов ВСШЛ были Гюстав Мезюрёр, и Освальд Вирт.

### Великая ложа Франции с 1894 года по сегодняшний день
|      |                          |           |      |  |       |      |       |                         |
| 1738 | 1773                     | 1799      | 1804 |  | 1821  | 1880 | 1894  | 2019                    |
|      |                          |           |      |  |       |      |       |                         |
|      | Первая                   |           |      |  |       |      |       | Великий восток Франции  |
|      | Великая                  |           |      |  |       |      |       |                         |
|      | Ложа                     | Великая   |      |  |       |      |       | Верховный совет Франции |
|      | Франции                  | Ложа      |      |  | <---> | ДПШУ | ДПШУ  | Великая ложа            |
|      |                          | «Клермон» |      |  |       |      | ВСШЛФ | Франции                 |
|      | ДПШУ Антильских островов |           |      |  |       |      |       |                         |

Верховный совет Франции и «Великая символическая шотландская ложа», которые разделились в 1880 году, вновь встретились в 1884 году, на заключительном банкете конвента Великого востока Франции и, в 1888 году, их официальные отношения были восстановлены.
В то время количество капитулов Верховного совета Франции достигло 23 (4 −18 градус), а число символических лож составляло 90 (1-3 градус), и они были объединены во внутреннюю структуру, называемую «Великой центральной ложей Верховного совета Франции».
В 1894 году ложа «Верность» города Лилля собрала вместе ложи севера Франции и предложила рассмотреть вопрос о возможности объединения голубых лож «Великой центральной ложи» для создания нового независимого послушания, которое, в свою очередь, объединилось бы с «Великой символической шотландской ложей Франции». Собрания других провинциальных лож одобрили это предложение и Верховный совет Франции соглашается на проведение учредительного Конвента 7 ноября 1894 года. 50 голосами против 8 и 2 воздержавшихся, конвент проголосовал за автономию, которая действительно была предоставлена. Это привело к созданию нового послушания, взявшему себе оригинальное название, не использовавшееся с 1773 года — Великая ложа Франции.

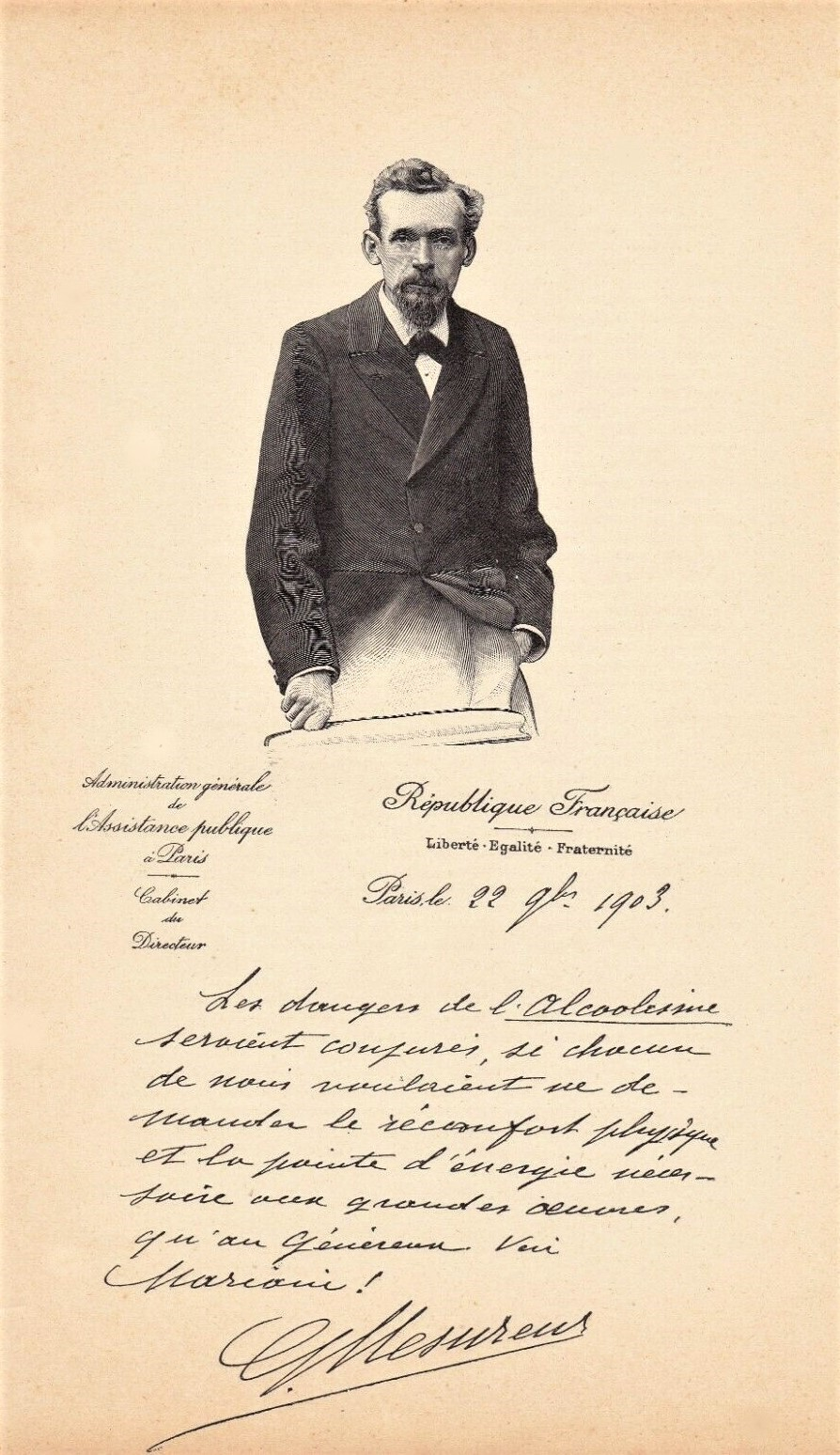
Гюстав Мезюрёр, трёхкратный великий мастер Великой ложи Франции

Первые конституции новой Великой ложи Франции определяют масонство как «универсальный союз, основанный на солидарности» и предназначенный содействовать «успеху любой освободительной эволюции». В тот период ВЛФ запрещала «требовать от своих адептов определенного вероисповедания» и основывала свою работу на принципах декларации Лозаннского конвента. Каждая из её лож была свободна работать или нет «Во славу Великого Архитектора Вселенной», и этот термин не фигурировал в заголовках её официальной корреспонденции. Все эти принципы являлись основным условием, на котором настояла «Великая символическая шотландская ложа Франции» при их слиянии. Это объединение (ВЛФ и ВСШЛФ) произошло в 1896 году и её автономия превратилась в полную независимость в 1904 году, когда Верховный совет Франции был вынужден отказаться новым ложам в выдаче учредительных патентов.

В начале XX века, численный состав Великой ложи Франции рос с темпом сопоставимым лишь с темпом Великого востока: 
она увеличивается с 3000 до 4300 членов в 1903 году и до 8400 членов в 1912 году (Великий восток растёт с 17000 членов в 1882 году до 30832 в 1910 году). Количество лож Великой ложи Франции в 1914 году достигает 149.
На протяжении большей части XIX века, члены лож Шотландского устава писали труды и эссе (написанные в достаточно литературной манере), на общие темы, оживляя их духом доброжелательности, но при этом сами работы не были достаточно прогрессивными. Во времена Третьей Республики сюжеты стали более специализированными, они касались, например, теории Чарльза Дарвина, роли женщины в обществе, влияния Церкви на цивилизацию, долге перед Отечеством или о жизни Бенджамина Франклина. С обретением независимости, несмотря на то, что Великая ложа Франции была связана с радикальной партией меньше, чем Великий восток, их интересы сближаются и некоторые темы работ становятся более политическими. Все чаще встречаются вопросы, связанные с образованием или с отделением церкви от государства. Только после скандальной «аферы формуляров», раскрытой в 1904 году, наблюдается возвращение к более философским, и даже метафизическим вопросам, в то время, как влияние позитивизма во французском обществе начинает ослабевать.

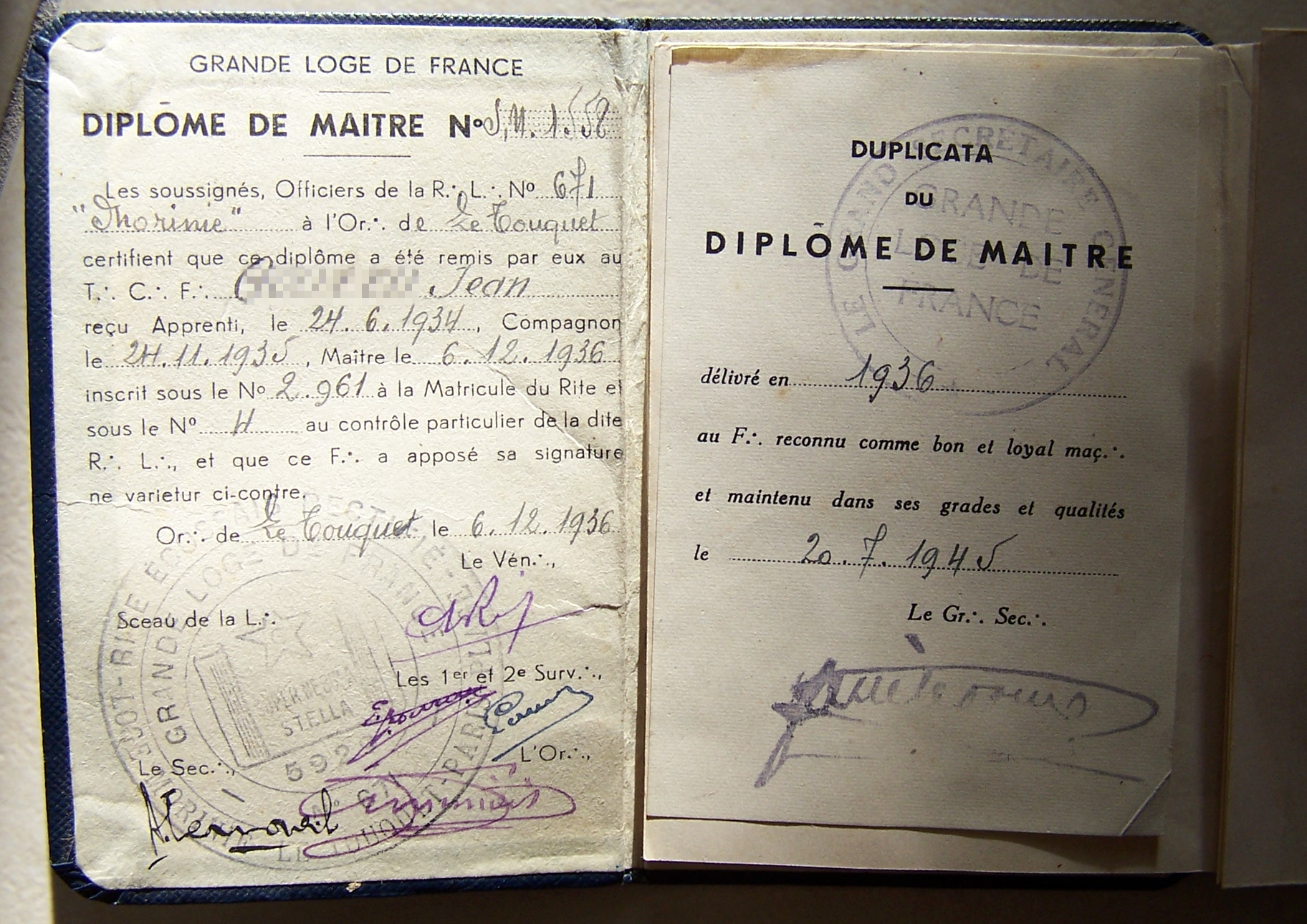
Титульный лист диплома мастера Великой ложи Франции.

В 1911 году, Великая ложа Франции приобретает здание бывшего францисканского монастыря на улице Пюто, в 17 округе Парижа. Во время Первой мировой войны, в неоккупированной зоне, работы ложи продолжаются, но проходят чуть реже. В январе 1917 года послушания из Франции, Бельгии, Италии и Сербии собираются на конференцию, прошедшую на улице Пюто. Там принимается произносятся речи, одобряющие создание Лиги Наций. 30 и 31 января 1926 года проходит заседание чрезвычайного Конвента, на котором рассматривается вопрос о «способах борьбы с фашизмом».
В июне 1940 года архивы великой ложи отправляются в Орлеан, где они сжигаются. Немецкие власти оккупируют здание на улице Пюто. Шотландское масонство пытается выжить в подполье, действуя согласно принципам, установленным Великим мастером Дюменилем де Грамон в конце 1940 года.
На момент освобождения Франции, после «чистки», под которую попали 172 брата, и из-за множества погибших, умерших или ушедших в отставку, Великая ложа Франции возобновила свои работы в количестве всего лишь 3600 братьев. В 1950-х годах, Великая ложа Франции и, в частности, её великий мастер, доктор Пьер Симон, сыграли важную роль в развитии французского законодательства о контрацепции. В то же время течение идей, ориентированное на инициатические темы, все больше и больше развивалось внутри Великой ложи.

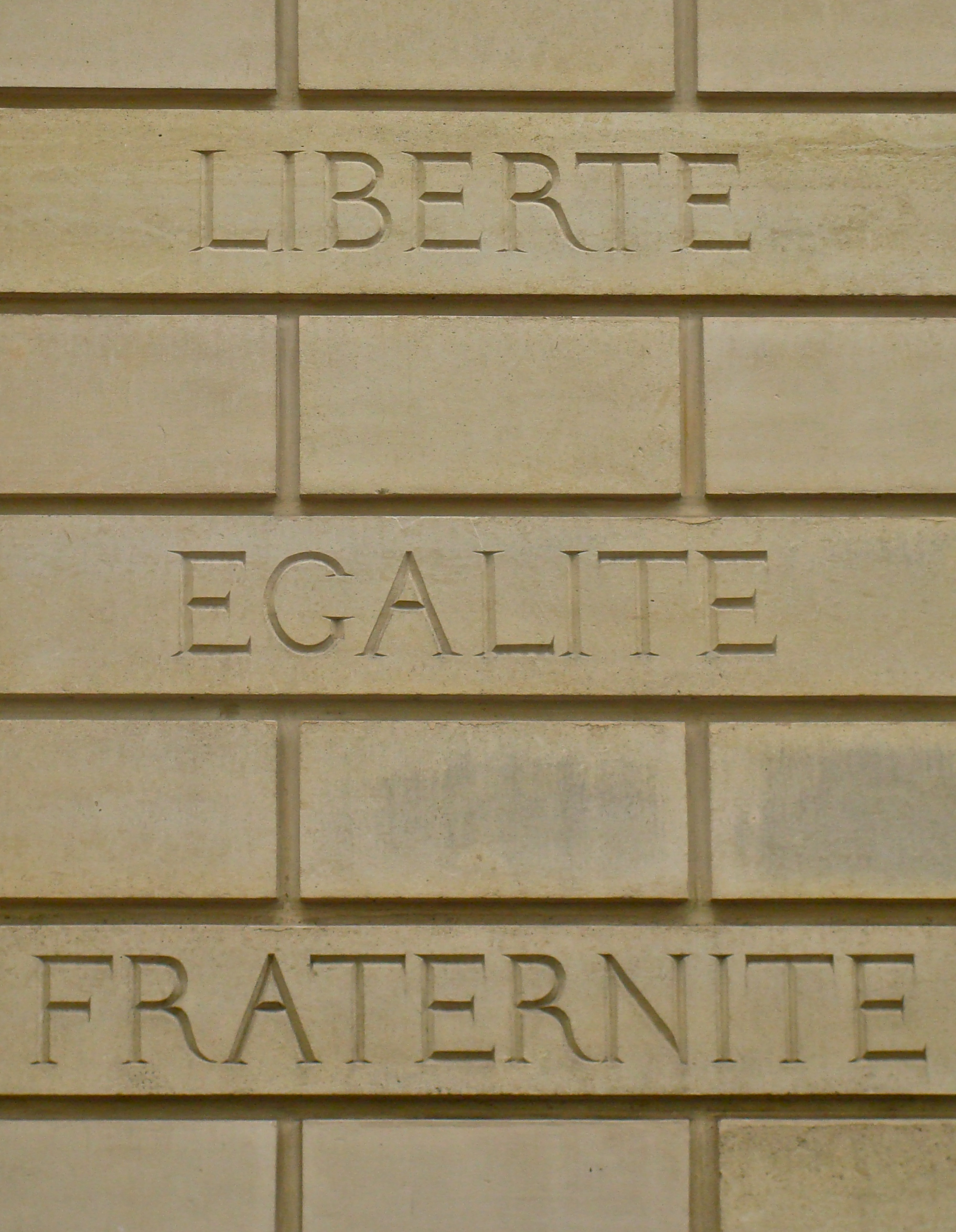
Один из девизов ВЛФ — Свобода, Равенство, Братство

Вследствие общих трудностей, испытанных во время войны, некоторые члены ВЛФ ставили вопрос о слиянии с Великим востоком Франции. Но эта идея была быстро отвергнута, в частности великим мастером Дюменилем де Грамоном, который надеялся сблизиться с англо-американскими послушаниями, с которыми уже были установлены неформальные отношения, в частности с помощью американских солдат, дислоцированных во Франции. В 1954 году Великая ложа Франции обязала свои ложи проводить работы только с открытой Библией, так как это было условием, требуемым для признания. В 1956 году ВЛФ начала переговоры о слиянии с «Великой национальной ложей Франции». Но переговоры не принесли никаких плодов, так как это слияние подразумевало полный разрыв с Великим востоком Франции.
В 1964 году раскол становится неизбежным. Эта ситуация была вызвана подписанием административного соглашения с Великим востоком об обмене информацией во избежание аффилиации в одно послушание недобросовестных членов, исключённых из другого послушания. Около 400—500 членов (из 8220) выходят из Великой ложи вместе с великим командором «Верховного совета Франции», чтобы присоединиться к «Великой национальной ложе Франции», куда они, при поддержке Верховного совета южной юрисдикции США, приносят Древний и принятый шотландский устав.

В последней трети XX века численность Великой ложи Франции продолжает расти (то же самое происходит и в других масонских послушаниях Франции): 
от 17500 членов и 438 лож в 1989 году до 25000 членов и 640 лож в 1998 году, и 27992 членов и 779 лож на 31 мая 2008 года (данные конвента 2008 года).
 «Декларация принципов» ВЛФ, утверждённая в 1953 году ставит её в «промежуточное положение» между Великим востоком Франции и Великой национальной ложей Франции. ВЛФ поддерживает хорошие отношения с католической церковью, сановников которой она иногда приглашает на свои конференции и семинары, наряду с представителями других религий.
На сегодняшний день великим мастером Великой ложи Франции является Ален-Ноэль Дюбар. Он заменил Алена Грезеля, который был великим мастером с июня 2006 по июнь 2009 года, и который также в июне 2010 года был избран президентом Конфедерации объединенных великих лож Европы — (GLUD). На 31 июля 2011 года эта конфедерация объединяет 18 послушаний, провозглашающих себя традиционным масонством и работающих в Древнем и принятом шотландском уставе.

## Принципы и организация
Великая ложа Франции является федерацией лож, работающих в одном уставе: за очень небольшим исключением, оправданным определенными историческими обстоятельствами, все её ложи первых трех градусов работают исключительно в Древнем и принятом шотландском уставе.
ВЛФ соблюдает «Древние уложения». Что касается Базовых принципов, установленных ОВЛА, надо уточнить, что ВЛФ соблюдает их только частично в их редакции от 1929 года, и полностью в их редакции от 1989 года, лишь за исключением третьего пункта: она работает «Во Славу Великого Архитектора Вселенной», но он является для неё Творящим Принципом. Таким образом, ВЛФ предоставляет своим членам право свободы толкования этого символа, в зависимости от их убеждений или восприятия. Поэтому среди её членов есть теисты и деисты, а также агностики и атеисты, которые воспринимают концепцию Великого Архитектора с натуралистической точки зрения. Однако, в связи с соблюдением этих принципов, ВЛФ считает себя регулярным послушанием.

## Деятельность
Как и во всех масонских послушаниях, деятельность Великой ложи Франции заключается в основном в оказании помощи, консультации и поддержки лож, которых она объединяет, в частности в области финансового управления и согласования ритуальной практики. Но ВЛФ ведет и другую федеральную деятельность.

### Деятельность внутри лож
Великая ложа Франции издает ежемесячный журнал, предназначенный для её членов.
Как и другие крупные французские масонские послушания, она предоставляет своим ложам свободу выбора сюжетов их работ, но каждый год, начиная со времён своего возникновения, ВЛФ предлагает общую тему исследований, под названием «вопрос для исследований в ложах», меняющуюся каждый год. Присланные работы затем сводятся в одну большую работу и она издаётся. Вот несколько из тем работ последних лет: «Защита прав человека, гуманизма и духовности» (1995); «Можно ли управлять развитием науки, заботясь, чтобы духовная и нравственная эволюция человека сопровождала его интеллектуальный и материальный прогресс?» (1996) или «Инициатический подход и человеческое достоинство»(1999).
ВЛФ располагает различными программами поддержки: «Братская взаимопомощь» (финансовая помощь нуждающимся членам или их семьям), «Рукопожатие» (консультации и помощь членам в чрезвычайных ситуациях), «Солидарность молодым» (ранее «Масонский детский дом») и поддерживает сообщество масонских послушаний «Мафусаил» (помощь нуждающимся пожилым братьям и сестрам).

### Общественная деятельность
Ежемесячно (каждое третье воскресенье) Великая ложа Франции транслирует свою радиопередачу в разделе «Различные аспекты современной мысли» по каналу Франция-Культура.
Также, ВЛФ издает журнал, выходящий один раз в три месяца, основанный в 1965 году под названием «Инициатические точки зрения». Каждый выпуск ставит в центр внимания конкретную тему, иногда типично масонскую (например, «Тайны Святого Иоанна», № 134 или «Работа в ложе», № 144), а иногда темы для широкой общественности (например, «Двухсотлетие Древнего и принятого шотландского устава», № 132 или «Этика и посвящение», № 147).
ВЛФ организует конференции (например, «Диалог между религиями и духовными течениями» в январе 2008 года, или «Этическое управление научно-техническим прогрессом» в апреле 2008 года), а также её члены или приглашенные деятели читают публичные лекции (например, проводились конференции её Великих мастеров или конференция господина Люка Ферри (фр. Luc Ferry) 7 июня 2008 года). О каждом событие ВЛФ сообщает на своем сайте.
Также, некоторые из её внутренних комиссий публикуют результаты своих работ, в том числе и на своём сайте. В частности, это относится к её комиссии по правам человека и гражданина, и к её группе этических размышлений. Также, она публикует на своем сайте резюме некоторых из «вопросов для исследований в ложах».
ВЛФ располагает своим музеем, открытым для публики и состоящим из, примерно, 2000 экспонатов XVIII, XIX и XX веков, и организует различные временные выставки. Её архивы (вплоть до начала XX века), доступны для исследователей по предварительному запросу.

## Международные контакты ВЛФ сегодня
В настоящее время ВЛФ формирует собственную сеть международных контактов. В 2000 году, ВЛФ вместе с Великой традиционной символической ложей «Опера» основала Конфедерацию объединённых великих лож Европы. В 2013 году КОВЛЕ была переименована в Международную конфедерацию объединённых великих лож (МКОВЛ).

## Русское масонство в ВЛФ
Русские ложи активно работали в эмиграции, прежде всего во Франции. Большое количество лож, также как и большое количество братьев, находились под юрисдикцией Великой ложи Франции. Это были ложи: «Астрея» № 500, «Северное сияние» № 523, «Гермес» № 535, «Золотое руно» № 536, «Лотос» № 638, «Юпитер» № 536, «Гамаюн» № 624, «Прометей» № 558, «Англо-саксонская ложа» № 343, «Великая триада» № 693, «Гарибальди» № 361, «Герой человечества» № 147, «Гора синайская» № 6, «Горячие товарищи», «Коперник» № 679, «Космос» № 288, «Международная дружба», «Труд и истинные верные друзья» № 137, «Тэба» № 347, «Франциско Ферер» № 415, «Философская паперть» № 363, «Шотландский Иерусалим» № 99, «Александр Сергеевич Пушкин» № 1011, «Астрея» № 1441.
В Париже ложи собирались в Русском масонском доме на ул. Иветт, 29 (48°51′14″ с. ш. 2°15′56″ в. д.), а после Второй мировой войны — в храме ВЛФ на ул. Пюто, 8.
После окончания Второй мировой войны, количество братьев во многих ложах начало уменьшаться. Некоторые ложи слились с другими такими же ложами, или полностью прекратили свою работу из-за малочисленности. Так, к декабрю 1979 года, декретом великого мастера ВЛФ все русские ложи под юрисдикцией ВЛФ были закрыты.

## Ложи ВЛФ за пределами Франции
За пределами Франции у ВЛФ есть ложи в четырнадцати странах. Это явилось результатом того, что Франция обладала колониями, либо на момент инсталляции ложи в стране отсутствовала великая ложа, состоящая в дружеских отношениях с ВЛФ.
- Бельгия: ложа в Турне
- Таиланд: ложа в Бангкоке
- Канада: ложа в Монреале
- Конго: две в Браззавиле, одна в Пуэнт-Нуар.
- Англия: ложа в Лондоне[47].
- Израиль: ложа в Иерусалиме, ложа в Тель-Авиве.
- Латвия: три ложи в Риге.
- Литва: ложа в Каунасе.
- Мадагаскар: три ложи.
- Остров Маврикий: четыре ложи.
- Россия: одна ложа[48]
- Сенегал: одна ложа.
- Испания: две ложи — одна в Барселоне, одна в Мадриде[49].